# Phyllanthus hirtellus
Phyllanthus hirtellus là một loài thực vật có hoa trong họ Diệp hạ châu. Loài này được F.Muell. ex Müll.Arg. miêu tả khoa học đầu tiên năm 1863.